# Sinclair Smith
Sinclair Smith est un astronome américain né le 24 mars 1899 à Chicago et mort le 18 mai 1938 à Pasadena. Ses observations de l'Amas de la Vierge ont été parmi les premières à suggérer l'existence de la matière noire.

## Biographie
En 1906, ses parents l'emmènent en Italie pour deux ans, puis en Indiana, où ils vivent jusqu'en 1913, date à laquelle ils partent s'installer en Californie.
Enfant, il montre un grand intérêt pour le génie mécanique et le dessin technique. Il est d'ailleurs engagé comme dessinateur lors de la conception du télescope Hooker de 2,5 mètres de l'observatoire du Mont Wilson.
Il passe son bachelor's degree au California Institute of Technology (Caltech) en 1921 et en 1924, il y obtient son doctorat pour ses travaux avec John August Anderson sur les fils à exploser (en) permettant l'obtention en laboratoire de spectres à des énergies d'excitation et d'ionisation élevées.
Il consacre ensuite une année au laboratoire Cavendish de l'université de Cambridge, puis travaille au laboratoire de physique de l'observatoire du Mont Wilson le reste de sa vie,.
Il meurt prématurément du cancer à l'âge de 39 ans.

## Publications
- (en) Sinclair Smith, « Note on Electrically Exploded Wires in High Vacuum », Proceedings of the National Academy of Sciences of the United States of America, vol. 10, no 1,‎ 15 janvier 1924, p. 4-5 (ISSN 0027-8424, lire en ligne).
- (en) Sinclair Smith et Richard Tolman, « On the Nature of Light », Proceedings of the National Academy of Sciences of the United States of America, vol. 12, no 5,‎ 15 mai 1926, p. 343-347 (ISSN 0027-8424, lire en ligne).
- (en) Sinclair Smith et Richard Tolman, « Remarks on Professor Lewis's Note on the Path of Light Quanta in an Interference Field », Proceedings of the National Academy of Sciences of the United States of America, vol. 12, no 8,‎ 15 août 1926, p. 508-509 (ISSN 0027-8424, lire en ligne).
- (en) Sinclair Smith, « The Effect of Low Temperatures on the Sensitivity of Radiometers », Proceedings of the National Academy of Sciences of the United States of America, vol. 16, no 5,‎ 15 mai 1930, p. 373-376 (ISSN 0027-8424, lire en ligne).
- (en) Sinclair Smith, « The Spectral Distribution of Stellar Energy Determined with the Radiometer », Publications of the Astronomical Society of the Pacific, vol. 46, no 272,‎ août 1934, p. 215-216 (ISSN 0004-6280, lire en ligne).

#### Biographie
- [Nécrologie] (en) John August Anderson, « Sinclair Smith », Publications of the Astronomical Society of the Pacific, Astronomical Society of the Pacific, vol. 50, no 296,‎ août 1938, p. 232-233 (ISSN 0004-6280, e-ISSN 1538-3873, lire en ligne).
- (en) Virginia Trimble, « Smith Sinclair (1899-1938) », dans B. Bertotti, R. Balbinot, S. Bergia (dir.), Modern Cosmology in Retrospect, Cambridge University Press, 1990, 426 p. (ISBN 9780521372138 et 0521372135, présentation en ligne, lire en ligne), p. 411-413.
- (en) Virginia Trimble, « Smith, Sinclair », dans Thomas Hockey et al. (dir.), Biographical Encyclopedia of Astronomers, Springer Science+Business Media, 2007, 1341 p. (ISBN 9780387304007 et 0387304002, DOI 10.1007/978-0-387-30400-7_1292, présentation en ligne, lire en ligne), p. 1067-1068.

#### Autres ouvrages
- (en) Brian Greene, « A Prediction of Darkness », dans The Fabric of the Cosmos : Space, Time, and the Texture of Reality, Doubleday, 2007, 592 p. (ISBN 9780307428530 et 0307428532, présentation en ligne, lire en ligne), p. 294-295.